# Eva Cobo
Pour les articles homonymes, voir Cobo.
Eva Cobo est une actrice espagnole née le 26 avril 1967 à Barcelone. Elle a joué pour Pedro Almodóvar et Jackie Chan.
En 2006, elle obtient le prix Yoga de la pire actrice espagnole.

## Filmographie
- 1983 : Femmes de Tana Kaleya - Léa
- 1986 : Matador de Pedro Almodóvar - Eva
- 1986 : Recién casados (Pepe Carvalho) d'Adolfo Aristarain - Sandra Roig
- 1991 : Opération Condor de Jackie Chan - Elsa
- 2005 : Pasos de Federico Luppi - Beatriz